# Simaetha paetula
Simaetha paetula är en spindelart som först beskrevs av Eugen von Keyserling 1882.  Simaetha paetula ingår i släktet Simaetha och familjen hoppspindlar. Inga underarter finns listade i Catalogue of Life.